# إذاعة النيل الأبيض
بدأت فكرة إنشاء إذاعة لولاية النيل الأبيض منذ 
الثمانينات عندما تم اقتراح إنشاء إذاعة باسم مدينة كوستي في العام 1985 م ولكنها لم تكلل بالنجاح وظلت المحاولات مبذولة خاصة بعد قيام ولاية النيل الأبيض في العام 1994 م وانفصالها من الولاية الوسطى حيث أصبحت الحاجة ملحة لقيام هذة الإذاعة حيث بدأت التحضيرات من خلال تخصيص زمن للولاية عبر إذاعة ودمدني باعتبارها من الأصول المشتركة للولاية الوسطى وكان ذلك في العام 1998م 
واستمرت الاستعدادات والمحاولات لقيام إذاعة النيل الأبيض حيث تم تتويج ذلك في التاسع عشر من مايو للعام 2003 م باستيراد جهاز للإرسال قوته خمسة كيلو واط وقد كان حينها الشيخ الأستاذ مجذوب يوسف بابكر واليا لولاية النيل الأبيض والأستاذ محمد آدم سعيد وزيرا للشؤون الاجتماعية والثقافية وقد تولى أعباء الإدارة في ذلك الوقت الأستاذ  الحاج أحمد المصطفى حيث تم إنشاء استديوهات للإذاعة بمدينة كوستي باستقطاع الجزء الشمالي من مبنى محلية كوستي وتم التبرع بمساحة لجهاز الإرسال والبرج بمنطقة الليه داخل الخدمات العسكرية وقد كان لجهود قائد المنطقة العسكرية حينذاك الفريق أحمد الأمين الزين القدح المعلى في منح الإذاعة ذلك الموقع  ولعبت عدد من الشخصيات بولاية النيل الأبيض دوراً مقدراً في قيام الإذاعة وفي مقدمتهم الأستاذ كمال ميرغني قنيف وآخرين وقد بدأت الإذاعة بعد انقضاء فترة البث التجريبي في بث برامجها على الموجة 1584 كيلو هرتز وطولها 189 متراً لتبث برامجها يومياً في فترتين صباحية ومسائية لمدة خمس ساعات واستمر الحال هكذا وتطور البث تدريجياً حيث ارتفعت ساعات البث لتصل إلى ثمانية ساعات على الموجة المتوسطة  ومن ثم تأتي النقل الكبرى في المجال البرامج والتقني حيث تم استجلاب استديوهات رقمية في العام 2007 م وبرامج تشغيلية عبر شبكة إلكترونية اختصرت الجهد والوقت وربطها لإستديوهات الإذاعة بشبكة موحدة فضلا عن دورها في حفظ وأرشفة المواد المبثوثة وتواصلت قفزات الإذاعة النوعية في العام 2009 م لتدخل مرحلة جديدة من البث من خلال محطات الـــ fm   حيث تم استجلاب وتركيب خمسة محطات fm  في كل من كوستي -  الدويم - تندلتي / الجبلين - القطينة لتعمل موحدة مع بث الإذاعة الرئيسي وارتفع معها زمن ساعات البث إلى أربعة عشر ساعة يومياً.
وتوجت هذه الطفرة بإنشاء موقع إلكتروني للإذاعة في الشبكة العنكبوتية على النت في 2011 م فبراير.
www.whitenileradio.info
حيث يبث هذا الموقع المواد الصوتية للإذاعة على مدار الساعة وتعمل معه كذلك محطات الــ fm على مدار الساعة وتوجد به أخبار الولاية المكتوبة وقد وجد هذا الموقع تفاعلاً كبيراً من أنباء الولاية بالداخل والخارج  ويدير الإذاعة حالياً الأستاذ الهادي آدم عبد الله والذي تولى أعباءها منذ العام 2005 وشهدت الإذاعة في عهده معظم النقلة النوعية والتقنية التي تشهدها الإذاعة حالياً.